# TV Caravelas
 (avril 2021).
TV Caravelas est une chaîne de télévision brésilienne basée dans la municipalité brésilienne d'Ipatinga, appartenant à FAVI - Friends of the Vale do Aço Foundation of Ipatinga, créée le 10 août 2009, inaugurant la télévision communautaire à Vale do Aço et Leste Mineiro . La proposition initiale de la chaîne était de contenir une programmation composée à 100% de productions à caractère public sans arrière-plan commercial, certains programmes régionaux étant diffusés sur Caravelas TV. Il est diffusé sur un signal ouvert, 24 heures sur 24, par abonnement sur la chaîne 06 de Claro TV pour l'ensemble de Vale do Aço. En partenariat avec COM Brasil TV, il diffuse une part importante de sa programmation pour les chaînes des principaux opérateurs de télévision par satellite, qui est sous le contrôle de l'ABCCOM (Association brésilienne des chaînes communautaires).

## Histoire
Son modèle d'entreprise ou de fonctionnement est orienté vers la production de contenu audiovisuel aux caractéristiques non commerciales ou marchandes, malgré le fait d'avoir un format de véhicule utilitaire dans sa structure d'exploitation avec une programmation, des intervalles et des espaces de publicité publicitaire d'intérêt public.
La vocation de TV Caravelas est d'absorber et d'exposer des événements culturels, sociaux et naturels à vocation régionale ou locale, limitant sa participation à un réseau ou une chaîne, mais permettant l'échange et l'échange de contenus entre les diffuseurs du domaine public comme l'université, l'État et radiodiffuseurs éducatifs. Dans ce format, la discussion et la réflexion sociales ont également lieu sur des agendas d'importance nationale, cependant, avec un accent, essentiellement, sur l'impact régional sur les personnes et les communautés.

### Création du nom "TV Caravelas"
Marcos Constâncio, le fondateur avait une envie, de construire une chaîne de télévision se souvient bientôt de la découverte du Brésil. Cabral est venu dans les trois caravelles, Santa Maria, Pinta et Nina, le nom et le slogan apparaissent: Découvrir une nouvelle façon de faire de la télévision, qui est actuellement utilisée.

### Licence de "ANATEL"
Le 10 août 2009 la licence que le radiodiffuseur pourrait transmettre sa programmation normalement, après le processus qui déciderait de la continuité du radiodiffuseur. Seul sans le soutien des politiciens de la ville, de l'État et du gouvernement fédéral. Bien que la Fondation soit reconnue d'utilité publique, rien n'a été réalisé à ce jour, des documents et des processus ont déjà été mis en place pour tenter d'obtenir des fonds pour équiper la télévision.

### Affiliation avec TV Justiça
Au début de sa phase expérimentale jusqu'aux premières années de la diffusion officielle du radiodiffuseur, le radiodiffuseur a transmis une partie de la chaîne gouvernementale appartenant à la Cour suprême, nommée TV Justiça, TV Caravelas étant la première filiale de la chaîne gouvernementale.

### Diffusion de la programmation de TV Brasil
En 2009, le radiodiffuseur révoque un contrat avec TV Justiça et signe un contrat avec TV Brasil, un radiodiffuseur appartenant au gouvernement fédéral du Brésil. Ayant transmis au fil des années de partenariat plus de 12 heures de programmation quotidienne simultanément. En 2017, le partenariat entre les diffuseurs a été révoqué.

### Partenariat avec TV Evangelizar
En janvier 2017, un partenariat a été noué entre TV Caravelas et TV Evangelizar, propriété de l'Associação Evangelizar é Preciso, fondée et présidée par le Père Reginaldo Manzotti. Le diffuseur a diffusé les programmes Expérience avec Dieu et la Sainte Messe au sanctuaire de Nossa Senhora de Guadalupe, directement de la ville de Curitiba.

### Affiliation avec COM Brasil TV
En mars 2019, TV Caravelas établit un partenariat avec COM Brasil TV, considéré comme le premier radiodiffuseur communautaire par satellite au monde, a été accrédité en tant que chaîne communautaire nationale par le gouvernement. Elle diffuse 15 heures de programmation par jour, une grande partie de son émission étant produite par de petits producteurs indépendants. Le nombre considérable de programmes sous-titrés et « en conserve » de différents pays est également visible.

### Les fonds publics
Après les incitations culturelles des entreprises qui soutiennent l'initiative du diffuseur. Les fondateurs avec les collaborateurs ont réussi à établir l'amélioration du signal de la station et la mise en œuvre de la station pour fonctionner à travers le signal numérique. Améliorations des studios du diffuseur et de ses dépendances.

### Création du programme TV Community
Le programme Community on TV est le principal programme produit par TV Caravelas, qui présente la plupart du contenu populaire public spécifique à la communication communautaire. En elle, la Communauté s'exprime directement, expose ses opinions et présente ses revendications politiques, urbaines, culturelles, économiques et sociales.

### Application mobile
En décembre 2018, TV Caravelas a lancé son application officielle, similaire à Netflix et YouTube. Dans cette application, Caravelas TV diffuse des programmes en direct, des vidéos de programmes, des nouvelles du diffuseur, des informations actuelles produites par le journalisme du diffuseur. L'application a été lancée sur Google Play (Android), Windows Phone Store et Apple Store (iOS).

### Partenariat avec le portail de variétés "Zoug"
Au début de l'année 2020, TV Caravelas a formé un partenariat de distribution de contenu avec le portail d'informations et de divertissement "Zoug", afin de répondre aux besoins en informations locales et en divertissements informatifs dans la programmation du diffuseur. Selon Agência 30, la société responsable du portail d'informations, "Zug" était le nom choisi, en raison de la traduction allemande du mot "t rem " en portugais. Basé sur la caractérisation de la culture du Minas Gerais, telle que l'utilisation des moyens de transport en commun précédemment présentés pour la circulation dans les régions du Minas Gerais.

## Fondation des Amis de la Steel Valley d'Ipatinga
Créée en 2007, son objectif principal est de promouvoir les activités sociales, culturelles et éducatives. En 2009, la Fondation FAVI a inauguré TV Caravelas, diffusant sa programmation sur la chaîne de télévision communautaire à Ipatinga - Minas Gerais, par l'opérateur NET, dans un premier temps sur la chaîne 12.
L'objectif principal de la Fondation FAVI est de promouvoir la démocratisation des médias, en ouvrant un espace pour que la communauté puisse profiter d'une chaîne de télévision, où elle présente ses activités culturelles et ses revendications sociales. À cette fin, la Fondation FAVI fournit des conseils sur la production et la génération télévisuelle au siège de TV Caravelas, dans lequel les entités peuvent produire leurs programmes et newsletters. La Fondation FAVI propose également un espace pour des expositions, des ateliers d'artisanat et d'autres activités culturelles au siège de TV Caravelas.

### Présidence
Président Commissaire : Marcos Vinícius Queiroga da Silva
Vice-président Conservateur : Marcos Constâncio da Silva

### Conseils
Commissaire : Siomar Queiroga da Silva
Membre curateur : Luis Oliveira dos Reis

### Conseil d'administration
Directeur administratif : Sebastião Alves
Directeur financier : Sueli Martins Silva Andrade
Directeur opérationnel : Dalmácio Ferreira Neves
Directeur général : Ademilson Andrade Lima

## Horaire
La programmation de TV Caravelas se distingue par son contenu haute définition, en plus des programmes d'intérêt pour la communauté en général, des programmes pour tous les groupes d'âge, dont la plupart peuvent être vus par tous les publics. Une grande partie de la programmation de la station est axée sur les entrevues et le journalisme.
Propres programmes diffusés par le diffuseur:
- Artmania
- Balle dans la zone
- Cineminha
- Communauté TV
- Curiosité animale
- Expérience de Dieu
- Foi et vie
- Influence-moi
- Plus de vie
- Moment juridique
- Pop-corn à la télé
- Programme Su
- Programme de rire
- Objectifs de la vie
- Session occidentale
- Session de matinée
- Terra et alto
- zigzag
- Zoug

## Slogan et logo
Le slogan le plus utilisé de TV Caravelas est: "Découvrir une nouvelle façon de faire de la télévision", mais le slogan: "La première et la seule télévision communautaire dans l'est du Minas" est éventuellement utilisé dans de longues vignettes nationales.
Le logo Caravelas TV est formé de trois triangles tridimensionnels représentant les trois Caravelas au moment de la découverte du Brésil, et d'une flèche colorée représentant l'efficacité et la numérisation de Caravelas TV.

## Fonction TV Caravelas
TV Caravelas est une chaîne chargée de maintenir la programmation locale, différente de celle habituellement vue dans les médias grand public et les véhicules commerciaux, pour dépeindre la culture, l'identité et les intérêts de chaque endroit.
Lors de la production de contenus, la participation de la communauté, des universitaires et du secteur à la production audiovisuelle locale et à la diffusion à travers des programmes, des rapports et des documentaires sur des problèmes locaux, essentiellement guidée et approfondie par les demandes sociales et culturelles et inversement au contenu fragmenté et superficiel, est très courante pendant la production de contenus de diffuseurs commerciaux régis par une grille de programmation aplatie par le chef de réseau et des engagements publicitaires.

## Législation brésilienne
- Loi no 8977 du 6 janvier 1995. Fournit le service de télévision par câble et prend d'autres dispositions.
- Loi fédérale no 12 485 du 12 septembre 2011 - prévoit la communication audiovisuelle à accès conditionné; modifie la mesure provisoire no 2228-1 du 6 septembre 2001 et les lois n ° 11 437 du 28 décembre 2006, 5070 au 7 juillet 1966, 8977 au 6 janvier 1995 et 9 472 du 16 juillet 1997 ; et prend d'autres dispositions.
- Mesure provisoire no 2228-1, du 6 septembre 2001. Établit les principes généraux de la Politique Nationale du Cinéma, crée le Conseil Supérieur du Cinéma et l'Agence Nationale du Cinéma - Ancine, institue le Programme National d'Appui au Développement du Cinéma - PRODECINE, autorise la création de Fonds de Financement de l'Industrie Nationale du Cinéma - FUNCINES, modifie la législation sur la contribution au développement de l'industrie cinématographique nationale et prend d'autres mesures.